# Grand Prix Formule 1 van België 2015
De Grand Prix Formule 1 van België 2015 werd gehouden op 23 augustus 2015 op Spa-Francorchamps. Het was de elfde race van het kampioenschap.

## Wedstrijdverslag

### Achtergrond

#### DRS-systeem
Voor het DRS-systeem worden, net zoals in 2014, twee detectiepunten gebruikt voor twee DRS-zones. Het eerste detectiepunt ligt voor bocht 2, waarna na bocht 4 (Raidillon de l'Eau Rouge) het systeem gebruikt mag worden. Het tweede detectiepunt ligt voor bocht 19 (Bus Stop), waarna het systeem op het rechte stuk van start/finish mag worden gebruikt. Als een coureur bij deze detectiepunten binnen een seconde achter een andere coureur rijdt, mag hij zijn achtervleugel open zetten.

### Kwalificatie
Lewis Hamilton behaalde voor Mercedes zijn tiende pole position van het seizoen door teamgenoot Nico Rosberg te verslaan. Valtteri Bottas kwalificeerde zich voor Williams als derde, voor de Lotus van Romain Grosjean en de Force India van Sergio Pérez. Red Bull-coureur Daniel Ricciardo zette de zesde tijd neer, voor de andere Williams van Felipe Massa en de tweede Lotus van Pastor Maldonado. De top 10 werd afgesloten door de Ferrari van Sebastian Vettel en de Toro Rosso van Carlos Sainz jr. Het tweede deel van de kwalificatie moest korte tijd worden stilgelegd vanwege de stilgevallen Ferrari van Kimi Räikkönen.
Na afloop van de kwalificatie moesten McLaren-coureurs Fernando Alonso en Jenson Button respectievelijk 30 en 25 startplaatsen inleveren. Alonso verving op vrijdag vijf onderdelen van zijn motor, waar Button er vier verving. Omdat beide coureurs niet kunnen voldoen aan het inleveren van dit aantal startplaatsen, startten zij de race achteraan. Een dag later vervingen zij nog meer motoronderdelen, waardoor de definitieve straf opliep naar respectievelijk 55 en 50 startplaatsen straf. Ook Toro Rosso-coureur Max Verstappen moest tien startplaatsen achteruit omdat hij zijn zesde motor van het seizoen gebruikte, waar er slechts vier zijn toegestaan. Romain Grosjean kreeg een straf van vijf startplaatsen omdat hij zijn versnellingsbak moest wisselen. Kimi Räikkönen moest ook zijn versnellingsbak wisselen en kreeg ook vijf startplaatsen straf.

### Race
Nadat de eerste start van de race moest worden afgebroken doordat de Force India van Nico Hülkenberg stilviel op de startgrid, werd de race gewonnen door Lewis Hamilton, wiens teamgenoot Nico Rosberg ondanks een slechte start als tweede eindigde. Romain Grosjean eindigde als derde na een klapband van Sebastian Vettel in de voorlaatste ronde. Red Bull-coureur Daniil Kvjat eindigde als vierde, voor een groep coureurs die bestond uit Sergio Pérez, Felipe Massa, Kimi Räikkönen en Max Verstappen. De negende plaats was voor Valtteri Bottas, die tijdens de race een opmerkelijke straf kreeg doordat hij drie zachte banden en één mediumband op zijn auto had zitten. Het laatste punt ging naar de Sauber van Marcus Ericsson.

## Vrije trainingen
- Er wordt enkel de top 5 weergegeven.

| Vrije training 1 | Pos | No | Coureur          | Constructeur         | Tijd     |
| ---------------- | --- | -- | ---------------- | -------------------- | -------- |
| Vrije training 1 | 1   | 6  | Nico Rosberg     | Mercedes             | 1:51.082 |
| Vrije training 1 | 2   | 44 | Lewis Hamilton   | Mercedes             | 1:51.324 |
| Vrije training 1 | 3   | 3  | Daniel Ricciardo | Red Bull-Renault     | 1:51.373 |
| Vrije training 1 | 4   | 7  | Kimi Räikkönen   | Ferrari              | 1:51.478 |
| Vrije training 1 | 5   | 5  | Sebastian Vettel | Ferrari              | 1:51.866 |
| Vrije training 2 | Pos | No | Coureur          | Constructeur         | Tijd     |
| Vrije training 2 | 1   | 6  | Nico Rosberg     | Mercedes             | 1:49.385 |
| Vrije training 2 | 2   | 44 | Lewis Hamilton   | Mercedes             | 1:49.687 |
| Vrije training 2 | 3   | 3  | Daniel Ricciardo | Red Bull-Renault     | 1:50.136 |
| Vrije training 2 | 4   | 26 | Daniil Kvjat     | Red Bull-Renault     | 1:50.399 |
| Vrije training 2 | 5   | 7  | Kimi Räikkönen   | Ferrari              | 1:50.461 |
| Vrije training 3 | Pos | No | Coureur          | Constructeur         | Tijd     |
| Vrije training 3 | 1   | 44 | Lewis Hamilton   | Mercedes             | 1:48.984 |
| Vrije training 3 | 2   | 6  | Nico Rosberg     | Mercedes             | 1:49.482 |
| Vrije training 3 | 3   | 5  | Sebastian Vettel | Ferrari              | 1:49.629 |
| Vrije training 3 | 4   | 7  | Kimi Räikkönen   | Ferrari              | 1:49.864 |
| Vrije training 3 | 5   | 11 | Sergio Pérez     | Force India-Mercedes | 1:49.866 |

Testcoureurs:
 Jolyon Palmer (Lotus-Mercedes, P17)

## Kwalificatie
| Pos.       | Nr. | Coureur          | Constructeur         | Kwalificatietijden | Kwalificatietijden | Kwalificatietijden | Grid |
| Pos.       | Nr. | Coureur          | Constructeur         | Q1                 | Q2                 | Q3                 | Grid |
| ---------- | --- | ---------------- | -------------------- | ------------------ | ------------------ | ------------------ | ---- |
| 1          | 44  | Lewis Hamilton   | Mercedes             | 1:48.908           | 1:48.024           | 1:47.197           | 1    |
| 2          | 6   | Nico Rosberg     | Mercedes             | 1:48.923           | 1:47.955           | 1:47.655           | 2    |
| 3          | 77  | Valtteri Bottas  | Williams-Mercedes    | 1:49.026           | 1:49.044           | 1:48.537           | 3    |
| 4          | 8   | Romain Grosjean  | Lotus-Mercedes       | 1:49.353           | 1:48.981           | 1:48.561           | 9    |
| 5          | 11  | Sergio Pérez     | Force India-Mercedes | 1:49.006           | 1:48.792           | 1:48.599           | 4    |
| 6          | 3   | Daniel Ricciardo | Red Bull-Renault     | 1:49.664           | 1:49.042           | 1:48.639           | 5    |
| 7          | 19  | Felipe Massa     | Williams-Mercedes    | 1:49.688           | 1:48.806           | 1:48.685           | 6    |
| 8          | 13  | Pastor Maldonado | Lotus-Mercedes       | 1:49.568           | 1:48.956           | 1:48.754           | 7    |
| 9          | 5   | Sebastian Vettel | Ferrari              | 1:49.264           | 1:48.761           | 1:48.825           | 8    |
| 10         | 55  | Carlos Sainz jr. | Toro Rosso-Renault   | 1:49.109           | 1:49.065           | 1:49.771           | 10   |
| 11         | 27  | Nico Hülkenberg  | Force India-Mercedes | 1:49.499           | 1:49.121           |                    | 11   |
| 12         | 26  | Daniil Kvjat     | Red Bull-Renault     | 1:49.469           | 1:49.228           |                    | 12   |
| 13         | 9   | Marcus Ericsson  | Sauber-Ferrari       | 1:49.523           | 1:49.586           |                    | 13   |
| 14         | 7   | Kimi Räikkönen   | Ferrari              | 1:49.288           | geen tijd          |                    | 16   |
| 15         | 33  | Max Verstappen   | Toro Rosso-Renault   | 1:49.831           | geen tijd          |                    | 18   |
| 16         | 12  | Felipe Nasr      | Sauber-Ferrari       | 1:49.952           |                    |                    | 14   |
| 17         | 22  | Jenson Button    | McLaren-Honda        | 1:50.978           |                    |                    | 19   |
| 18         | 14  | Fernando Alonso  | McLaren-Honda        | 1:51.420           |                    |                    | 20   |
| 19         | 28  | Will Stevens     | Marussia-Ferrari     | 1:52.948           |                    |                    | 15   |
| 20         | 98  | Roberto Merhi    | Marussia-Ferrari     | 1:53.099           |                    |                    | 17   |
| 107% tijd: |     |                  |                      |                    |                    |                    |      |

## Race
| Pos. | Nr. | Coureur          | Constructeur         | Rondes | Tijd/Oorzaak uitval | Grid | Punten |
| ---- | --- | ---------------- | -------------------- | ------ | ------------------- | ---- | ------ |
| 1    | 44  | Lewis Hamilton   | Mercedes             | 43     | 1:23:40.387         | 1    | 25     |
| 2    | 6   | Nico Rosberg     | Mercedes             | 43     | +2.058              | 2    | 18     |
| 3    | 8   | Romain Grosjean  | Lotus-Mercedes       | 43     | +37.988             | 9    | 15     |
| 4    | 26  | Daniil Kvjat     | Red Bull-Renault     | 43     | +45.692             | 12   | 12     |
| 5    | 11  | Sergio Pérez     | Force India-Mercedes | 43     | +53.997             | 4    | 10     |
| 6    | 19  | Felipe Massa     | Williams-Mercedes    | 43     | +55.283             | 6    | 8      |
| 7    | 7   | Kimi Räikkönen   | Ferrari              | 43     | +55.703             | 16   | 6      |
| 8    | 33  | Max Verstappen   | Toro Rosso-Renault   | 43     | +56.076             | 18   | 4      |
| 9    | 77  | Valtteri Bottas  | Williams-Mercedes    | 43     | +1:01.040           | 3    | 2      |
| 10   | 9   | Marcus Ericsson  | Sauber-Ferrari       | 43     | +1:31.234           | 13   | 1      |
| 11   | 12  | Felipe Nasr      | Sauber-Ferrari       | 43     | +1:42.311           | 14   |        |
| 12   | 5   | Sebastian Vettel | Ferrari              | 42     | Lekke band          | 8    |        |
| 13   | 14  | Fernando Alonso  | McLaren-Honda        | 42     | +1 ronde            | 20   |        |
| 14   | 22  | Jenson Button    | McLaren-Honda        | 42     | +1 ronde            | 19   |        |
| 15   | 98  | Roberto Merhi    | Marussia-Ferrari     | 42     | +1 ronde            | 17   |        |
| 16   | 28  | Will Stevens     | Marussia-Ferrari     | 42     | +1 ronde            | 15   |        |
| DNF  | 55  | Carlos Sainz jr. | Toro Rosso-Renault   | 32     | Vermogen            | 10   |        |
| DNF  | 3   | Daniel Ricciardo | Red Bull-Renault     | 21     | Vermogen            | 5    |        |
| DNF  | 13  | Pastor Maldonado | Lotus-Mercedes       | 2      | Motor               | 7    |        |
| DNS  | 27  | Nico Hülkenberg  | Force India-Mercedes | 0      | Vermogen            | 11   |        |

## Tussenstanden na de Grand Prix

### Coureurs
| Positie | Nummer | Rijder           | Team              | Punten |
| ------- | ------ | ---------------- | ----------------- | ------ |
| 1       | 44     | Lewis Hamilton   | Mercedes          | 227    |
| 2       | 6      | Nico Rosberg     | Mercedes          | 199    |
| 3       | 5      | Sebastian Vettel | Ferrari           | 160    |
| 4       | 7      | Kimi Räikkönen   | Ferrari           | 82     |
| 5       | 19     | Felipe Massa     | Williams-Mercedes | 82     |

### Constructeurs
| Positie | Team              | Punten |
| ------- | ----------------- | ------ |
| 1       | Mercedes          | 426    |
| 2       | Ferrari           | 242    |
| 3       | Williams-Mercedes | 161    |
| 4       | Red Bull-Renault  | 108    |
| 5       | Lotus-Mercedes    | 50     |